# فرانك بلادين
فرانك بلادين (بالإنجليزية: Frank Bladin) (و. 1898 – 1978 م) هو طيار أسترالي، ولد في Korumburra ‏، ويحمل رتبة عسكرية Air vice-marshal ‏، توفي في ملبورن، عن عمر يناهز 80 عاماً.

## التعليم
تعلم في الكلية العسكرية الملكية ‏
.

## الخدمة العسكرية
خدم في القوات الجوية الملكية الأسترالية.

## جوائز
حصل على جوائز منها:
- نيشان الامبراطورية البريطانية من رتبة قائد
- نيشان الحمام من رتبة مرافق  [لغات أخرى]‏
- ميدالية النجمة الفضية